# Ілкка Куусісто
Ілкка Куусисто (фін. Ilkka Taneli Kuusisto; 26 квітня 1933, Гельсінкі, Фінляндія — 20 лютого 2025) — фінський композитор, нагороджений вищою нагородою країни для діячів мистецтва — медаллю Pro Finlandia (1984).

## Життєпис
У 1954 закінчив диригентсько-органне відділення, а в 1958 — педагогічне відділення Академії імені Сібеліуса в Гельсінкі, де його викладачами були Аарре Меріканто і Нільс-Ерік Фуґстедт. У 1992 йому було присвоєно звання професора академії.
З 1960 по 1963 працював помічником музичного редактора телерадіокомпанії Yle, з 1963 по 1972 — кантором-органістом лютеранського приходу в Мейлагті.
З 1984 по 1992 — генеральний директор Фінської національної опери. Крім того, з 1963 по 1965 працював у Фінській національній опері керівником хору.
З 1965 по 1968 і з 1971 по 1975 працював капельмейстером Гельсінського міського театру; з 1982 по 1984 — художнім керівником "Musiikki-Fazer"; з 1969 по 1971 — ректором інституту Клеметти; з 1968 по 1977 — диригентом симфонічного хору фінського радіо і з 1975 по 1984 — викладачем Академії Сібеліуса.

## Родина
- Батько — Танелі Куусисто (1905 — 1988), композитор
- Сестра — Ірмелі Ніемі (1931 — 2008), професор і театральний педагог.
- Сестра — Тууліккі Няргінсало, музичний педагог.
- Син — Яакко Куусисто (нар. 1974), композитор.
- Син — Пекка Куусісто (нар. 1976), скрипаль.

## Творчість
Опери
- Muumiooppera 1974
- Miehen kylkiluu 1977
- Sota valosta 1980
- Jääkäri Ståhl 1981
- Pierrot ja yön salaisuudet 1991
- Postineiti 1992
- Фрёкен Юлия (Neiti Julie або Fröken Julie) 1994
- Gabriel, tule takaisin! 1998
- Isänmaan tyttäret 1998
- Nainen kuin jäätynyt samppanja 1999
- Kuninkaan sormus 2000
- Pula! 2002
- Matilda ja Nikolai 2003
- Kotia kohti 2006
- Vapauden vanki 2006
- Taipaleenjoki 2009

Інші твори
- Fjäriln vingad 2005
- Lumikuningatar ( «Снігова королева») (балет) 1979
- Robin Hood (балет) 1985
- Симфонія I 2000
- Симфонія II 2005
- Concertino improvvisando viululle ja orkesterille 2006
- The Land Of Music
- Meren Laulu